# キンスキー家

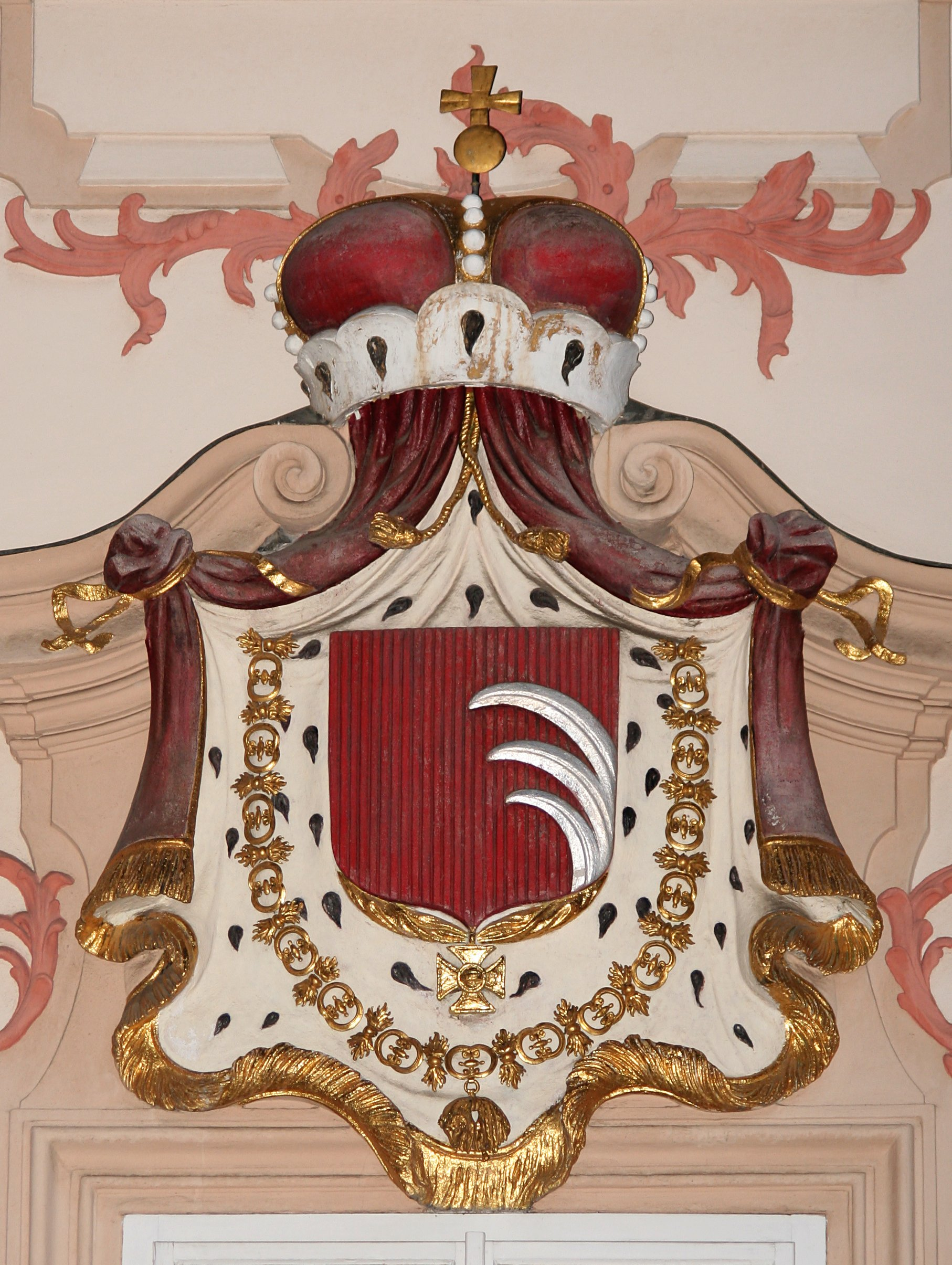
キンスキー侯爵家の紋章

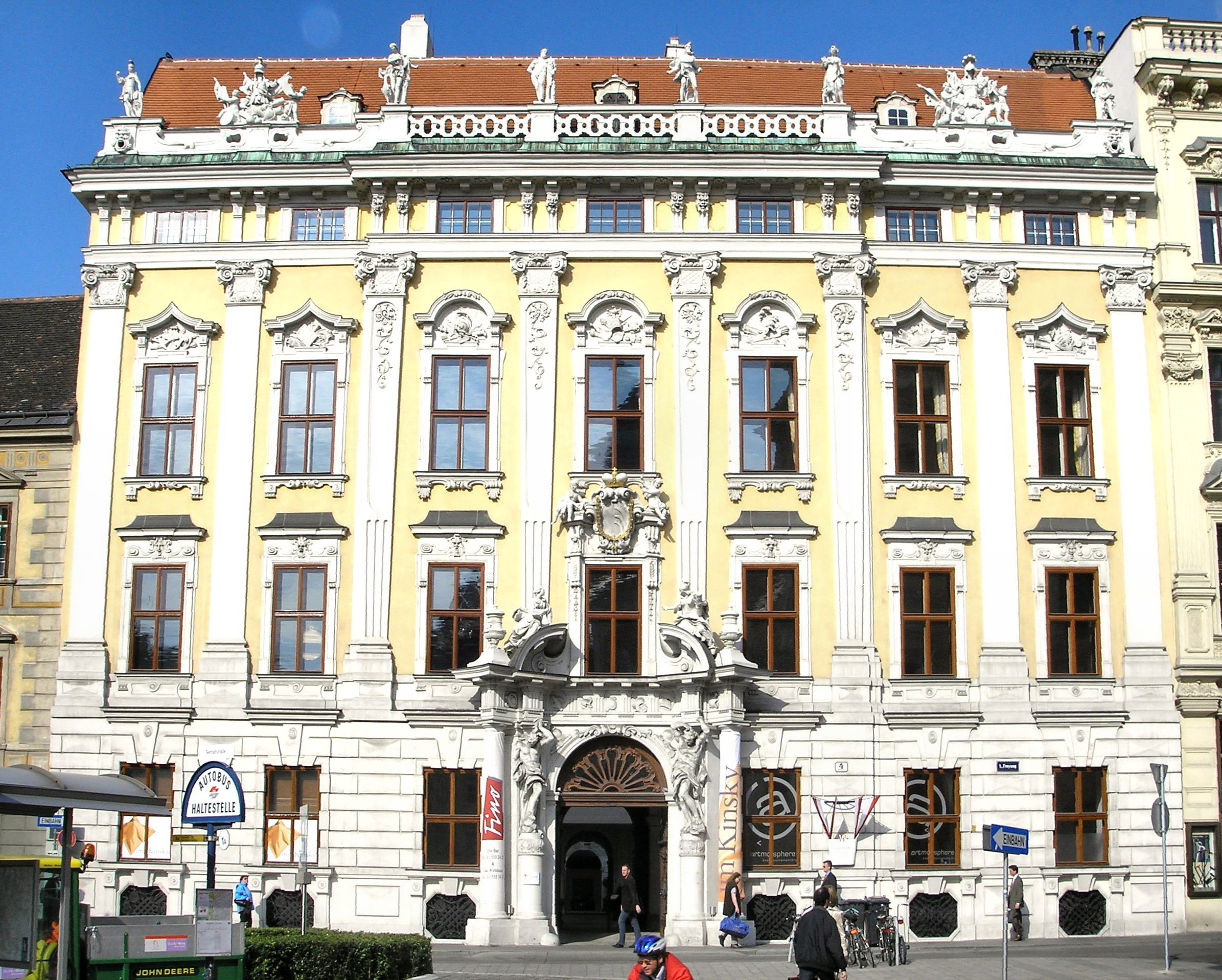
ウィーンのキンスキー宮殿

キンスキー・フォン・ヴヒニッツ・ウント・テッタウ家（Kinsky von  Wchinitz und Tettau）は、ボヘミアの上級貴族の家系。最初は家名としてヴヒンスキー家（Wchinsky）を名乗った。17世紀に伯爵位を獲得し、1747年に侯（Fürst）の爵位を受けた。

## 歴史
一族の先祖は1150年まで遡ることが出来るが、史料において初めて登場するのは1237年5月16日である。同家のプロティヴェツ（Protivec）とヴェツェミル（Vecemil）の兄弟は1307年5月1日、リトムニェジツェ郊外の居城ヴヒニッツ城（現在のヴヒニツェ）に因んでヴヒニッツ（von Wchynic）の姓を名乗ったことが確認される。1596年3月13日、同家は領主としての地位を確認され、家名はヴヒニッツ・ウント・テッタウ（Wchynic und Tettau）に統一された。神聖ローマ皇帝フェルディナント2世の枢密顧問官・財務官であったヴィルヘルム・キンスキーは、1628年7月2日にズナイム（現在のズノイモ）において帝国伯に叙せられた。
キンスキー家は1784年、建築家ヨハン・ルーカス・フォン・ヒルデブラントが設計を担当した、ヴィリッヒ・フィリップ・ロレンツ・フォン・ダウン元帥のウィーンの旧邸を購入した。この邸宅はパレ・キンスキー（Palais Kinsky (Wien)）と呼ばれ、1987年まで同家が所有した。キンスキー家はこの他にも、プラハのキンスキー宮殿（Palais Goltz-Kinsky）を始めとして多くの城や宮殿を所有していた。同家は1747年、侯家と伯爵家の2系統に分裂した。
1948年に起きた共産党のクーデタ（2月事件）により、キンスキー家は財産没収のうえ国外に追放された。1989年のビロード革命後、政府はキンスキー家の（伯爵家系統の）当主に対し、コスト城（Burg Kost）、カルロヴァ・コルナ城（Schloss Karlova Koruna）、ジェフンスカー・オブラ野生動物園および付属の狩猟用城館（中央ボヘミア州ニンブルク郡クニェジチキ郊外）の所有権を返還した。

## 著名な成員
- ベルタ・フォン・ズットナー（1843年 - 1914年） - 小説家、平和運動家、ノーベル平和賞受賞者
- フランツィスカ・キンスキー（1813年 - 1881年） - リヒテンシュタイン侯アロイス2世の妻
- マリー・キンスキー（1940年 - 2021年） - リヒテンシュタイン侯ハンス・アダム2世の妻